# Atentados del 29 de octubre de 2005 en Nueva Delhi

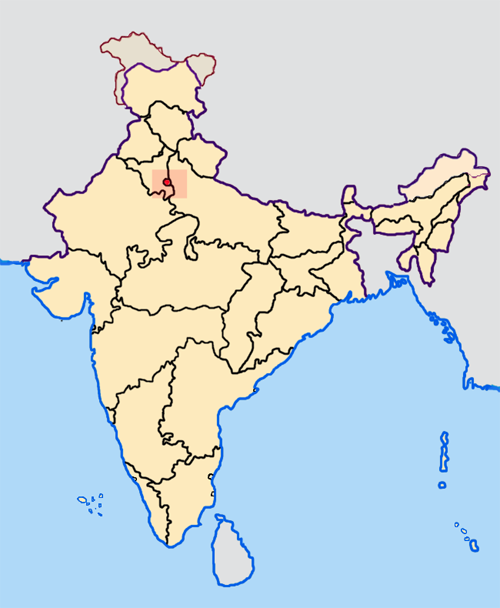
Nueva Delhi.

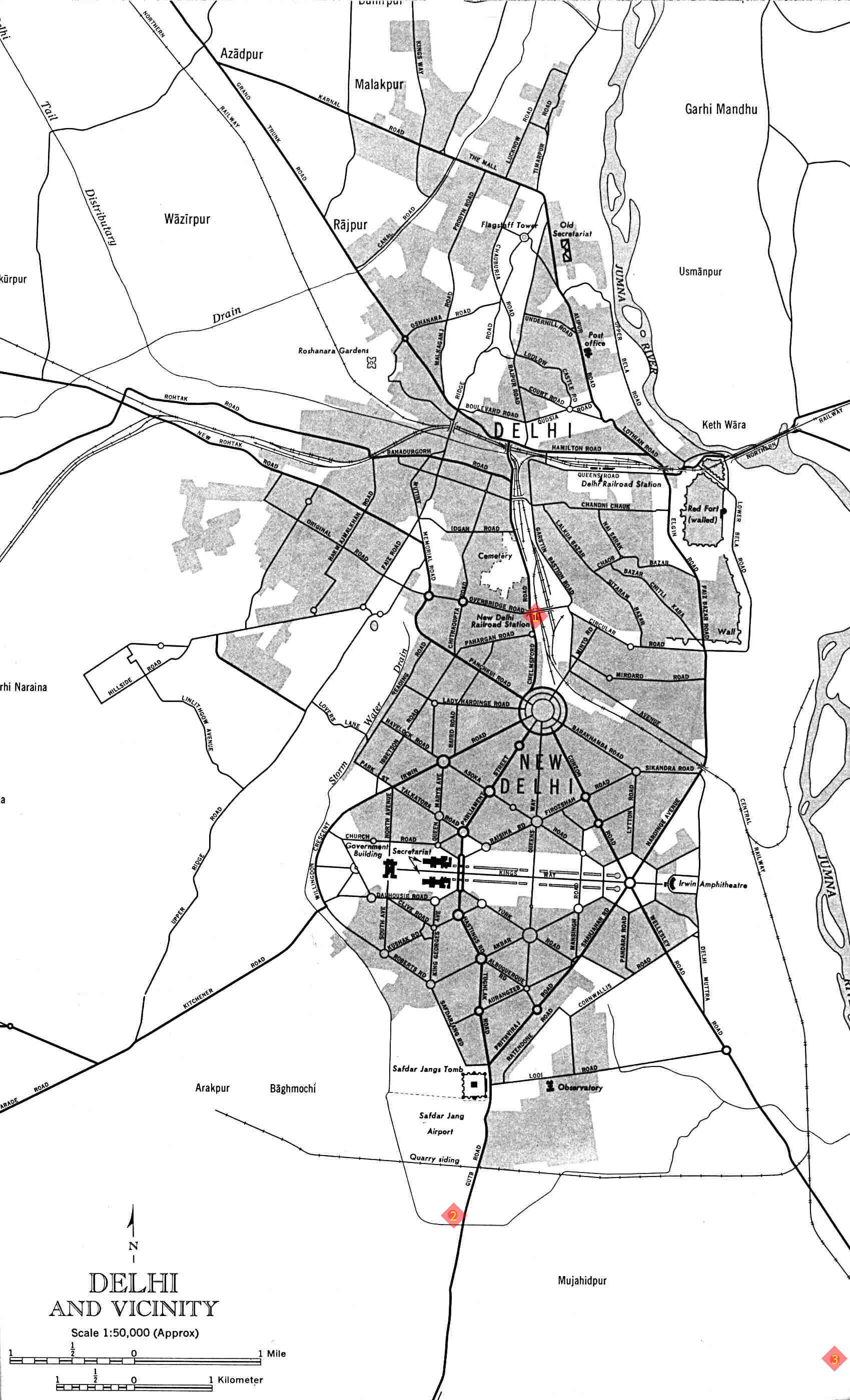

El sábado 29 de octubre de 2005 un triple atentado con bombas en tres mercados repletos de gente causó 61 muertos y de 188 heridos en los barrios de Nueva Delhi, capital de India. Los ataques se produjeron durante el festival hindú Diwali. Un grupo islámico poco conocido se atribuyó la responsabilidad de los atentados.